# Serbatoio termico infinito

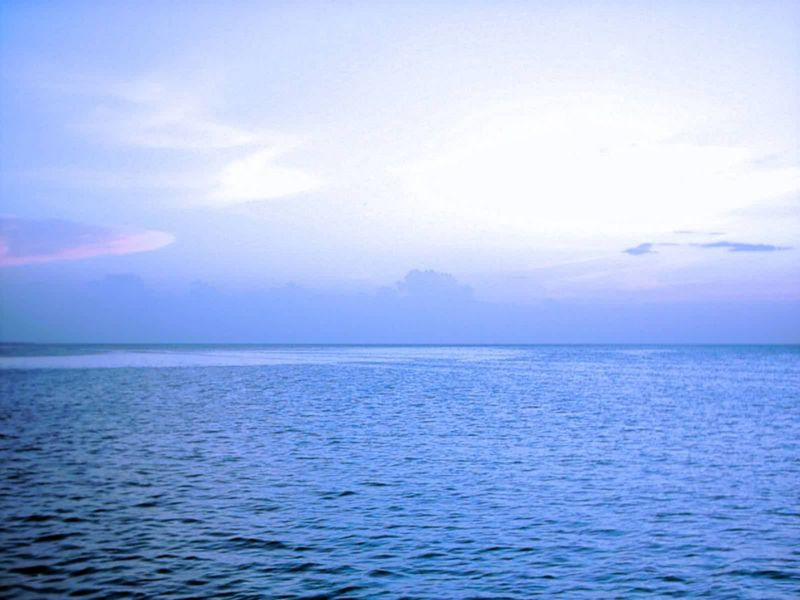
Il mare e l'atmosfera possono essere considerati dei serbatoi infiniti.

Il serbatoio termico infinito, o serbatoio di energia termica (SET), o più semplicemente serbatoio infinito, è un sistema termodinamico ideale caratterizzato dall'avere una capacità termica infinita. Il modello viene utilizzato per semplificare il comportamento termodinamico di un sistema dotato di capacità termica molto maggiore rispetto ad un secondo sistema a capacità termica di molti ordini di grandezza inferiore.
Considerando la definizione di capacità termica, da cui si ottiene la formula C = Q / ΔT , un serbatoio a capacità termica (C) infinita è quel sistema per cui qualsiasi sia il valore finito di calore scambiato (Q) non si avrà variazione di temperatura (ΔT = 0). Tenendo presente che C = m · c, e considerando che il calore specifico è costante per un determinato materiale, la caratteristica peculiare di un serbatoio infinito è quella di avere una massa molto maggiore rispetto ad un secondo sistema. Per via di tale caratteristica il serbatoio infinito può essere indicato anche col nome di serbatoio di massa infinita. Esempi classici di sistemi che possono essere considerati come serbatoi infiniti sono il mare o l'atmosfera.

## Serbatoio infinito ed equilibrio termico
Se due corpi rispettivamente di massa m1 e m2 e temperatura T1 e T2 vengono messi in contatto termico si avrà il trasferimento di una certa quantità di calore dal corpo più caldo al corpo più freddo fino al raggiungimento di una temperatura di equilibrio Te secondo l'equazione:
{\displaystyle T_{e}={\frac {m_{1}\cdot c_{1}\cdot T_{1}+m_{2}\cdot c_{2}\cdot T_{2}}{m_{1}\cdot c_{1}+m_{2}\cdot c_{2}}}}
dove c1 e c2 sono i rispettivi calori specifici. Considerando il corpo di massa m1 come un serbatoio di massa infinita, e quindi m1 >> m2, la formula diventa:
{\displaystyle T_{e}={\frac {m_{1}\cdot c_{1}\cdot T_{1}}{m_{1}\cdot c_{1}}}}
Semplificando si ottiene che Te = T1; ciò significa che all'equilibrio termico, nonostante il calore ceduto o acquistato, la temperatura di equilibrio sarà idealmente sempre pari alla temperatura iniziale del serbatoio di massa infinita.

## Serbatoio infinito in chimica
Applicando alla chimica il concetto generale di serbatoio infinito, ossia un sistema ideale che presenta una caratteristica invariabile nonostante la variazione di un parametro da cui dipende, si considera tale un sistema solvente tale per cui solubilizzando una qualsiasi quantità di una sostanza la concentrazione di quest'ultima nel solvente sarà sempre pari a zero. Esempi pertinenti possono essere ancora una volta il mare o l'atmosfera in cui la solubilizzazione di una piccola quantità di una sostanza non ne modifica la composizione chimica.

### Annotazioni
1. ↑  Un ferro rovente immerso nell'oceano o lasciato raffreddare all'aria non modificherà la temperatura di questi (o comunque non lo farà in modo rilevante, né tantomeno misurabile) ma col tempo tenderà ad assumere esso stesso la temperatura dei serbatoi infiniti.

### Fonti
1. ↑   The Second Law of Thermodynamics (PDF), su mhtlab.uwaterloo.ca, University of Waterloo (archiviato dall'url originale il 29 ottobre 2013).
2. ↑   Thermal reservoir, su nptel.iitk.ac.in, National Programme on Technology Enhanced Learning (NPTEL) (archiviato dall'url originale il 29 ottobre 2013).
3. ↑   Thermal reservoir, su britannica.com, Encyclopædia Britannica.